# Goldene Kamera 2009
Premiile Goldene Kamera în 2009 s-au acordat în Berlin.
| Goldene Kamera 2009                                        |
| ---------------------------------------------------------- |
| Anja Kling - Wir sind das Volk – Liebe kennt keine Grenzen |
| Claudia Michelsen - 12 heißt: Ich liebe dich               |
| Jördis Triebel - Das Geheimnis der falschen Mutter         |
| Christian Berkel - Mogadischu                              |
| Klaus J. Behrendt - Guter Junge                            |
| Mehmet Kurtulus - Tatort: Auf der Sonnenseite              |
| Daniel Craig - cel mai bun actor internațional             |
| Meryl Streep - cea mai bună actriță internațională         |
| Maybrit Illner - moderatoare la ZDF cu "hart aber fair"    |
| Paula Kalenberg - cea mai bună tânără speranță             |
| Olli Dittrich - Dittsche                                   |
| Anke Engelke - Ladykracher                                 |
| Christoph Maria Herbst - Don Quichote                      |
| Udo Lindenberg - cea mai bună muzică germană               |
| Clint Eastwood - cel mai valoros actor internaținal        |